# Championnats du monde de trampoline 1964
Navigation
Londres 1965
Le premier championnat du monde de trampoline a eu lieu à Londres en Angleterre le 21 mars.

## Podiums
| Épreuves              | Or          | Argent     | Bronze               |
| --------------------- | ----------- | ---------- | -------------------- |
| Hommes                |             |            |                      |
| Trampoline individuel | Dan Millman | Gary Erwin | Dave Smith           |
| Femmes                |             |            |                      |
| Trampoline individuel | Judy Wills  | Lynda Ball | Karle van der Bogard |

## Tableau des médailles
| Rang | Nation         | Or | Argent | Bronze | Total |
| ---- | -------------- | -- | ------ | ------ | ----- |
| 1    | États-Unis     | 2  | 1      | 0      | 3     |
| 2    | Royaume-Uni    | 0  | 1      | 1      | 2     |
| 3    | Afrique du Sud | 0  | 0      | 1      | 1     |